# Metaspriggina
Metaspriggina walcotti es una especie basal de vertebrado, según investigaciones publicadas en 2014 en la revista Nature. Este cordado es conocido solo a partir de dos especímenes hallados en depósitos del Cámbrico Medio en el esquisto de Burgess, Canadá.
Aunque este animal fue nombrado por el organismo ediacárico Spriggina, las investigaciones posteriores han mostrado que ambos no estaban relacionados. Se ha encontrado evidencia de estructuras craneales en uno de los especímenes.